# Пасхальная Агада
Пасха́льная Агада́ (агада́ шель пе́сах, от мишн. ивр. אגדה של פסח‎, хагада́ шель пе́сах הַגָּדָה שֶׁל פֶּסַח‎) — сборник молитв, благословений, комментариев к Торе и гимнов, прямо или косвенно связанных с темой исхода из Египта и обрядом праздника Песах. Чтение пасхальной Агады в ночь Песаха (с 14-го на 15-е нисана) — обязательная часть застольной трапезы.
В палестинской традиции пасхальную Агаду зачитывали все 7 дней праздника 125-м псалмом, что подтверждено находками каирской генизы. Пасхальная Агада написана по-арамейски целиком, благословение на омовение рук произносили аль рхицат ядаим.

## История создания Агады
Пасхальная Агада основана на галахической традиции регламентации пасхальной ночи (Псахим 10) и отражает влияние распространённой в древности культуры праздничных торжественных застолий. Одна из важных заповедей — помнить об исходе из Египта (Втор. 16:3) повсеместно и постоянно, однако в ночь седера существует заповедь рассказывать о нём. После произнесения благословений запрещено вкушать что-либо, но можно пить вино, что является отголоском традиции эллинистических трапез и симпосия после них. Пасхальную трапезу едят лёжа, как это делали римские патриции во время симпосия, возлежание символизирует освобождение от рабства, пьют не меньше четырёх кубков (разбавленного водой) вина.

## Структура Агады
Пасхальная Агада состоит из рассказа об освобождении из египетского рабства и упоминания о заповедях Песаха.
Основная часть Агады — это рассказ о египетском рабстве, освобождении от него и чудесах, сопровождавших освобождение. Рассказ этот основывают на четырёх стихах из Втор. 26:5—8. Стихи эти являются частью текста, который должен был произноситься евреем при принесении первых плодов урожая в Храме. Развёрнутый комментарий этих стихов и составляет большую часть пасхальной Агады. Агада содержит также упоминание трёх заповедей первой ночи Песаха: пасхальной жертвы, мацы и марора. Упоминание об этих заповедях является обязательной частью седера. В Агаде также упомянуто о заповеди рассказывать об исходе из Египта в первую ночь Песаха.
- Пасхальная агада, XIV век, Германия
- Страница иллюстрированной рукописи Агады. XV век
- Страница одного из первых иллюстрированных печатных изданий Агады. Прага, 1526 год